# Alexandre de Yougoslavie (1945)
Pour les articles homonymes, voir Alexandre Karađorđević (homonymie), Alexandre II, Alexandre de Serbie et Alexandre de Yougoslavie.
Titres
Prétendant au trône de Yougoslavie
puis de Serbie
Depuis le 3 novembre 1970
(54 ans, 4 mois et 11 jours)
Prince héritier de Yougoslavie puis de Serbie
17 juillet – 29 novembre 1945 (de facto) 
 Depuis le 17 juillet 1945 (de jure)
(4 mois et 12 jours / 79 ans, 7 mois et 25 jours)
Le prince Aleksandar Karađorđević (en serbe cyrillique : Александар Карађорђевић), né le 17 juillet 1945 à Mayfair, est un prince serbe, prétendant au trône de Yougoslavie puis de Serbie. Il est souvent appelé Alexandre II de Yougoslavie ou, depuis la disparition de la Yougoslavie en 2003, Alexandre III de Serbie.

## Biographie

### Prince héritier (1945-1970)

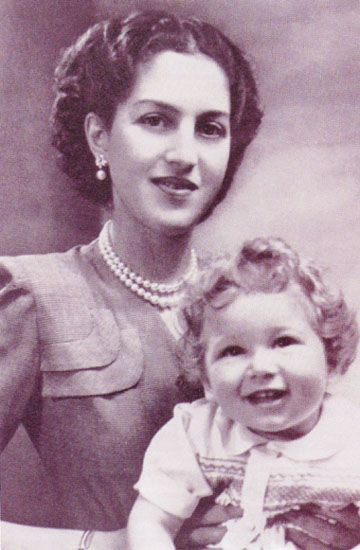
Le prince Alexandre avec sa mère, la reine Alexandra, vers 1946.

Fils du roi Pierre II et d'Alexandra de Grèce (1921-1993), il est né dans une chambre de l’hôtel Claridge's de Londres le 17 juillet 1945. Pierre II est alors exilé depuis l'invasion de la Yougoslavie en 1941 : malgré la défaite des occupants allemands, il est dans l'impossibilité de revenir en Yougoslavie, le chef communiste Tito ayant pris le pouvoir et interdisant le retour de la famille royale. La suite 212 du Claridge’s Hotel aurait été cédée par le Royaume-Uni à la Yougoslavie le 17 juillet 1945 pour permettre à Aleksandar Karađorđević de naître sur le territoire yougoslave mais cette histoire pourrait être fausse car il n'existe aucune preuve documentaire de cela. La monarchie yougoslave est officiellement abolie en novembre, quelques mois après la naissance du prince héritier Alexandre.
Il porte le même prénom que son grand-père assassiné à Marseille le 9 octobre 1934, aux obsèques duquel s'était rendu le président français Albert Lebrun. Il porte également le même prénom que son grand-père maternel le roi Alexandre Ier de Grèce.
Alexandre vit d'abord à New York puis à Venise auprès de sa grand-mère maternelle Aspasía Mános (1896-1972).
Alexandre a ensuite été élève à l’Institut Le Rosey en Suisse puis à l’école Millfield dans le Somerset avant de devenir (à quinze ans) cadet à la Culver Academies dans l’Indiana.
Il intègre ensuite l’Académie royale militaire de Sandhurst et sert comme capitaine pendant deux ans dans l’armée britannique.
Le 15 mai 2015, sur décret du président de la République française, il a reçu la croix de commandeur de la Légion d'honneur à l'ambassade de France en Serbie pour sa contribution à la démocratisation de la société serbe.

### Prétendant au trône (depuis 1970)
Pierre II, qui n'a jamais abdiqué, est mort aux États-Unis en 1970. Aleksandar décide néanmoins de ne pas prendre le titre de roi, mais n'a jamais fait de déclaration publique de renonciation à ses droits dynastiques pour le trône du royaume de Yougoslavie. Il demeure donc officiellement prince héritier de Serbie.
Le 1er juillet 1972, il épouse la princesse Maria da Glória d'Orléans-Bragance, de la famille impériale du Brésil. Ils ont eu trois enfants, qui portent le prédicat d'altesse royale :
1. le prince Petar Karađorđević (né le 5 février 1980) ; prince héréditaire[5] à sa naissance en 1980, il renonce à ses droits en 2022 ;
2. le prince héréditaire Filip Karađorđević (né le 15 janvier 1982), qui épouse, le 7 octobre 2017 à Belgrade, Danica Marinković (née le 17 août 1986) ; ils sont les parents de deux enfants :
  1. le prince Stefan Karađorđević (né le 25 février 2018) ;
  2. la princesse Marija Karađorđević (née le 5 novembre 2023)[6] ;
3. le prince Aleksandar Karađorđević (né le 15 janvier 1982), frère jumeau du précédent.

Ce mariage se termine par un divorce le 19 février 1985 et le prince Aleksandar se remarie le 21 septembre de la même année avec la Grecque Katherine Batis, désormais princesse héritière Katarina.

### Retour en Serbie

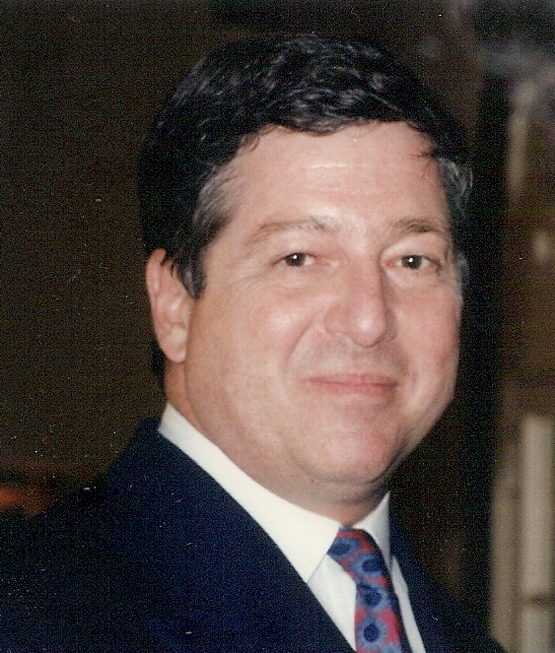
Le prince Alexandre en 1992.

En 1991, il visite la Yougoslavie pour la première fois, étant né en exil à Londres. Mais la même année, le pays commence à se disloquer, avec les indépendances de la Slovénie, de la Croatie et de la Macédoine. L'année suivante, c'est au tour de la Bosnie-Herzégovine de déclarer son indépendance. La Yougoslavie se retrouve donc limitée à la Serbie et au Monténégro. Le nom du pays sera abandonné en 2003 pour laisser la place à une éphémère Serbie-et-Monténégro jusqu’à l’indépendance du Monténégro en 2006.
Après la chute de Slobodan Milošević en 2000 (dans lequel le prince joue un rôle, aidant l'opposition à s'organiser pour présenter un candidat unique à l'élection qui suit), l'Assemblée de Serbie-et-Monténégro restitue certains biens de l'ancienne dynastie au prince Aleksandar, et notamment le complexe royal, un ensemble de constructions et de jardins situé dans le quartier de Dedinje à Belgrade ; à partir de l’été 2001, le prince et sa famille s’installent au Palais royal (Kraljevski dvor), un édifice qui fait partie de l'ensemble. La princesse Katarina et le prince ouvrent périodiquement leurs palais de Dedinje, notamment le palais Blanc (Beli dvor) à la presse et au public et ses collections mais aussi le palais royal lui-même.
Depuis, le prince est invité à la plupart des grands événements mondains nationaux et européens et, en compagnie de sa femme, participe à de nombreuses activités caritatives : il crée une fondation pour soutenir les 600 meilleurs élèves du secondaire et les aider à trouver un emploi et son épouse gère la fondation Lifeline qui lève des millions de dollars pour l'achat de matériel médical. En 2014, le prince sillonne avec l'un de ses fils les régions dévastées par les inondations de la Save.
Franc-maçon, il a été en 1975 grand maître provincial de la Grande Loge nationale française.

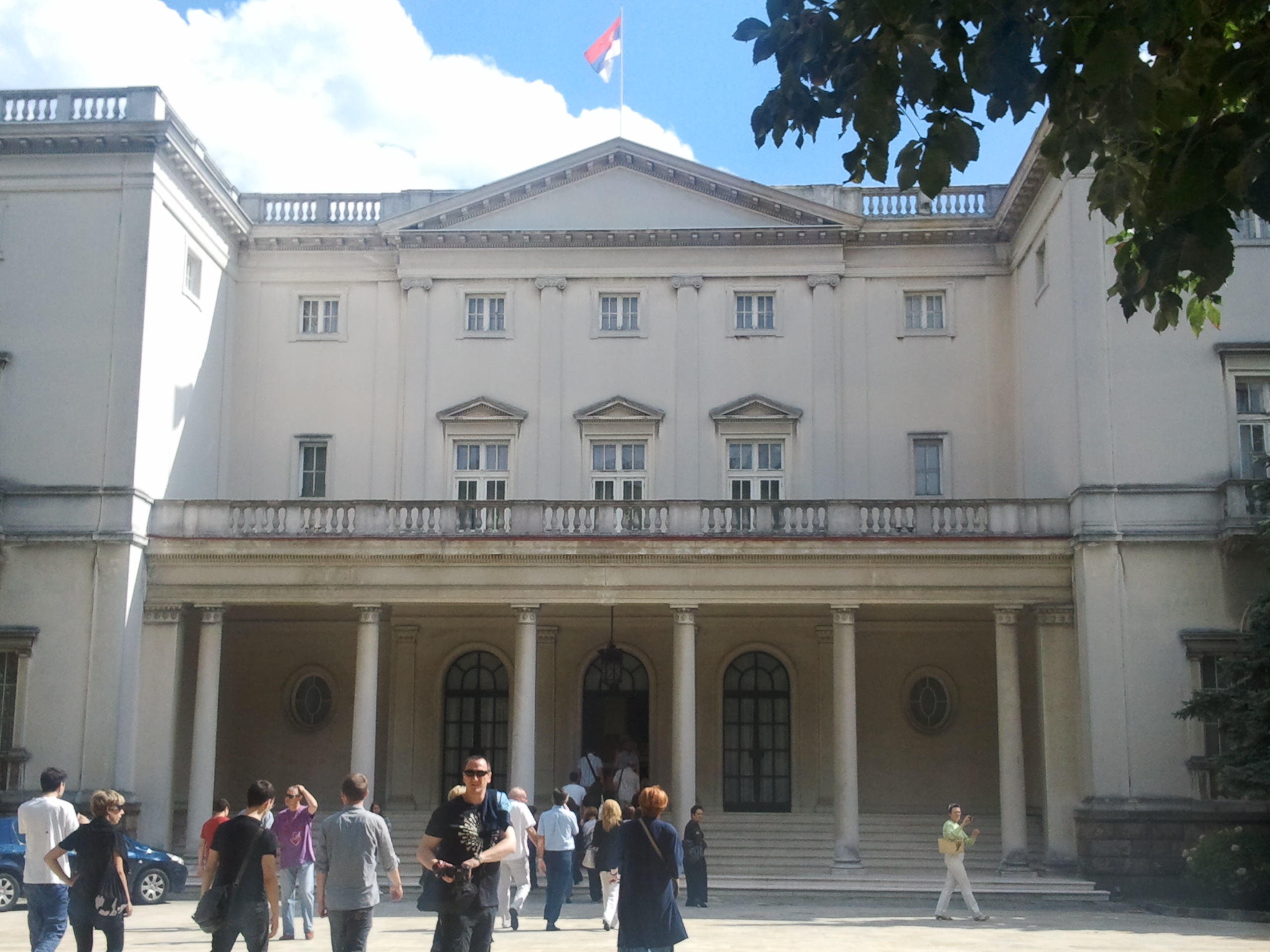
Le palais Blanc, dans le complexe royal
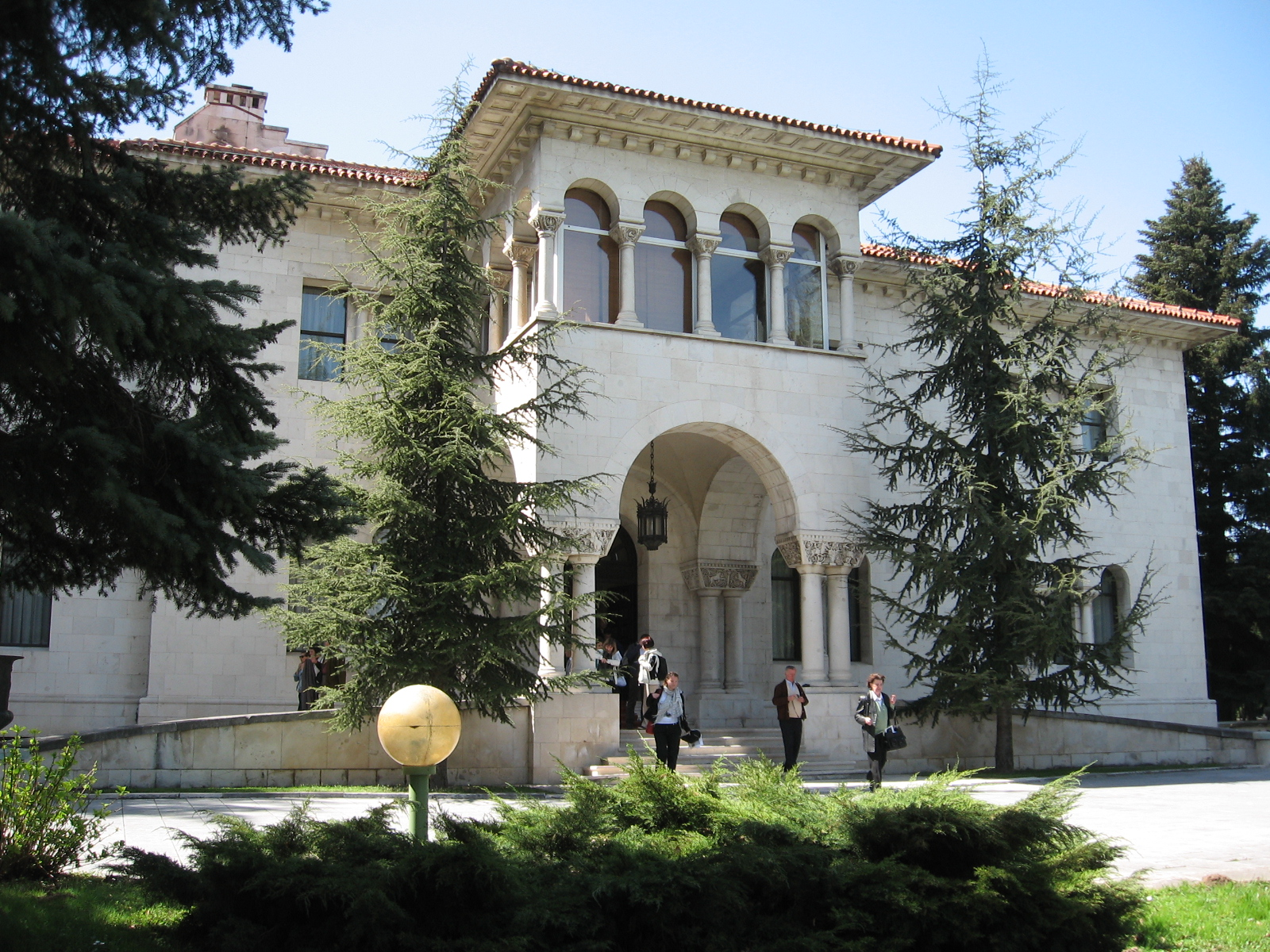
Le Palais royal, résidence du prince à Belgrade

## Titulature
En serbe, le nom du prince est Aleksandar Karađorđević.
- 17 juillet 1945 - 4 février 2003 : Son Altesse Royale le prince héritier de Yougoslavie ;
  - 3 novembre 1970 - 4 février 2003 : Sa Majesté le roi de Yougoslavie (de jure) ;
- depuis juillet 2001 : Son Altesse Royale le prince Aleksandar Karađorđević (officiel) ;
- depuis le 4 février 2003 : Son Altesse Royale le prince héritier de Serbie[N 2] ;
  - depuis 2003 : Sa Majesté le roi de Serbie (de jure).

## Honneurs

### Ordres dynastiques nationaux
| Ordre de Saint-Prince-Lazare     | Grand maître de l'ordre de Saint-Prince-Lazare                |
| Ordre de l'Étoile de Karageorges | Grand maître de l'ordre de l'Étoile de Karageorges            |
| Ordre de l'Étoile de Karageorges | Grand maître de l'ordre de l'Étoile de Karageorges avec épées |
| Ordre de l'Aigle blanc (Serbie)  | Grand maître de l'ordre de l'Aigle blanc                      |
| Ordre de l'Aigle blanc (Serbie)  | Grand maître de l'ordre de l'Aigle blanc avec épées           |
| Ordre de la Couronne yougoslave  | Grand maître de l'ordre de la Couronne yougoslave             |
| Ordre royal de Saint-Sava        | Grand maître de l'ordre royal de Saint-Sava                   |

### Ordres dynastiques internationaux
| Ordre de Pierre Ier                                     | Chevalier de l'ordre de Pierre Ier, maison d'Orléans-Bragance (Brésil)                                                 |
| Ordre de la Rose                                        | Chevalier de l'ordre de la Rose, maison d'Orléans-Bragance (Brésil)                                                    |
| Ordre suprême de la Très Sainte Annonciade              | Chevalier de l'ordre suprême de la Très Sainte Annonciade, maison de Savoie (Italie)                                   |
| Ordre des Saints-Maurice-et-Lazare                      | Chevalier grand-croix de l'ordre des Saints-Maurice-et-Lazare, maison de Savoie (Italie)                               |
| Ordre de la Couronne d'Italie                           | Grand-croix de l'ordre de la Couronne d'Italie, maison de Savoie (Italie)                                              |
| Ordre sacré et militaire constantinien de Saint-Georges | Chevalier grand-croix de l'ordre sacré et militaire constantinien de Saint-Georges, Maison de Bourbon-Siciles (Italie) |
| Ordre de Saint-Janvier                                  | Chevalier de l'ordre de Saint-Janvier, maison de Bourbon-Siciles (Italie)                                              |
| Ordre de l'Immaculée Conception de Vila Viçosa          | Chevalier de l'ordre de l'Immaculée Conception de Vila Viçosa, maison de Bragance (Portugal)                           |

### Décorations étrangères
|                                                                                                 | Commandeur de l’ordre de la Légion d’honneur (France)                                                   |
| Ordre pro merito Melitensi                                                                      | Grand-croix de l'ordre pro Merito Melitensi (ordre souverain de Malte)                                  |
| Très vénérable ordre de Saint-Jean-de-Jérusalem                                                 | Chevalier du Très vénérable ordre de Saint-Jean (Royaume-Uni)                                           |
| Médaille du Service général                                                                     | Médaille du Service général (Royaume-Uni)                                                               |
| Médaille commémorative du Mariage de Victoria, princesse héritière de Suède, et Daniel Westling | Médaille commémorative du Mariage de Victoria, princesse héritière de Suède, et Daniel Westling (Suède) |